# メーガン・ヒルティ
メーガン・ヒルティ（Megan Hilty, 1981年3月29日 - ）は、アメリカ合衆国出身の女優である。

## 出演作品

### テレビシリーズ
- SMASH（アイヴィー・リン）
- メル&ジョー 好きなのはあなたでしょ?
- CSI:科学捜査班 9
- デスパレートな妻たち 5
- クローザー シーズン3
- Sean Saves the World

### 映画
- ハリウッド・スキャンダル